# Victor August von Vieregg
Victor August von Vieregg (* 1698; † 1763) war ein Gutsbesitzer, Hofmeister und Salinenbesitzer. Er stammte aus dem mecklenburgischen Adelsgeschlecht Vieregg.

## Leben
Victor August war der Sohn von Carl Matthias von Vieregg (1660–1728) und seiner Frau Sofia Augusta von Warnstedt (um 1670–1739). Carl Matthias erbte die Güter Rossewitz, Recknitz, Levkendorf, Lantow und Borrentin. Seit 1675 diente er im dänischen Militär und wurde 1697 Oberst.
Viktor August immatrikulierte am 14. Mai 1718 an der Universität Halle ein Jurastudium. 1721 wurde er als Salinenverwalter in Sülze erwähnt. 1725 überließ ihm sein Vater das Gut Levkendorf mit einer Schuldenlast von 12.000 Reichstalern. Nach dem Tod seinen Vaters erbte Victor August von Vieregg 1729 das Gut Rossewitz. 1730 erwarb er das Gut Zehlendorf, was aber seine Finanzen weiter verschlechterte. In adeligen Kreisen Mecklenburgs war das Glücksspiel sehr verbreitet und ruinierte viele Familien. Der Landesherr versuchte dies mit mehreren Edikten zu stoppen. Vieregg wurde 1736 wegen eines verbotenen Duells festgenommen und musste auf Befehl von Christian Ludwig II. in Sternberg in Hausarrest.
Von Vieregg wurde Hofmeister beim Herzog-Administrator Christian Ludwig II. Dieser schickte ihn 1744 nach Stuttgart, um die Verhandlungen über eine Braut für seinen ältesten Sohn zu führen: 1746 kam es zur Hochzeit.
Victor August von Vieregg und drei andere Herren bildeten 1744 eine Interessensschaft und pachteten den fürstlichen Anteil an der Sülzer Saline. Vieregge schied bald aus und wurde von den anderen Interessenten abgefunden.
1750 übernahm Victor August mit königlicher Genehmigung die Oldesloer Saline. Er ließ einen Brunnen graben, legte zwei kleine Siedepfannen an und errichtete das erste Gradierwerk der Saline. Somit kann er als Gründer der Anstalt angesehen werden; er soll fast 52.000 Reichstaler in das Salzwerk investiert haben. Zwischen 1758 und 1760 machte er Konkurs. Das Schloss und Gut Rossewitz übernahm die herzogliche Hofkammer.
Victor August von Vieregg starb zwischen 3. Oktober und 22. November 1763; seine Witwe starb am 6. Januar 1773 in Rostock.
Die Kreditgeber verkauften 1769 die Oldesloer Saline für 3.200 Reichstaler; 1777 waren die Konkursverhandlungen noch nicht abgeschlossen.

## Familie
Victor August von Vieregge, Erbherr auf Rossewitz und Leudendorff heiratete am 9. Mai 1738 in der Hamburger Kirche Sankt Petri Catharina Margaretha von Ahlefeldt (* 14. September 1706), Tochter von Bendix Vilhelm von Ahlefeldt zu Haselau, Landrat auf Caden. Das Paar hatte die Tochter Sophia, die ins adlige Damenstift Dobbertin kam, und den Sohn Carl Adolph (geboren um 1742, 1748 verstorben).